# ゼイ・ドント・ケア・アバウト・アス
「ゼイ・ドント・ケア・アバウト・アス」（They Don't Care About Us）は、マイケル・ジャクソンが1996年4月に発表したシングル。1995年のアルバム『ヒストリー パスト、プレズント・アンド・フューチャー ブック1』からのシングル・カットである。作詞・作曲はマイケル・ジャクソン自身による。

## 解説
本作は1991年発売の『デンジャラス』以来4年振りにスラッシュとタッグを組んだ作品であり、歌詞とミュージック・ビデオの両方で論争を起こした作品として知られる。人種差別・環境破壊・紛争、あるいは暴力・中傷・抑圧・犯罪など人間の負の面を直接的に批判し、怒りに近い感情に満ちた強いメッセージを持った作品である。
歌詞は、一部（「jew me」および「kike me」）が、マイケルによる「僕を騙す」という本来の意味ではなく、「私をユダヤ人にする」という意味にも取られるとして、「人権的偏見を煽る歌詞がある」、「反ユダヤ曲である」と一部から批判された。問題部分だとし抗議していた反ユダヤ活動監視団体「サイモン・ウィーゼンタール・センター」は、『“kike”はユダヤ人に対する侮蔑的言葉の俗語。“jew”はユダヤ人を指す言葉で、それ自体は侮蔑的な意味を持たないが、“kike”と並列して使うと否定的意味合いを帯びる結果を招いてしまう』との見解を示した。マイケルは直ちに、自分は反ユダヤ主義者ではないと明言した上で、この曲でリスナーに不快感を与えたことを謝罪した。アルバムの以降の版やシングル・バージョンでは、歌詞の問題となった当該個所にノイズを施す処置が行われた。
ちなみに、妊娠中ということでこの年の11月にジャクソンと結婚し、翌1997年2月に彼の長男を産んだ元妻のデビー・ロウはユダヤ系である。

## ミュージック・ビデオ
ミュージック・ビデオは「プリズン・バージョン」と「ブラジル・バージョン」の2バージョンあり、どちらもスパイク・リーが監督することで話題になった。
オリジナルであるプリズン・バージョン（監獄バージョン）には、「ロドニー・キング事件」および「ロス暴動」、「天安門事件」の他、戦争・核実験・暴動・集団暴行・虐待・クー・クラックス・クラン等の映像が多数使用されており、「暴力的である」としてMTVは放送を許可しなかった。『マイケル・ジャクソン VISION』にて、初めてプリズン・バージョンが収録された。
また、ブラジルバージョンはブラジルのリオデジャネイロのスラム街（ファヴェーラ）で撮影された。
2020年には、スパイク・リー監督自らがアップデートさせて「They Don't Care About Us (2020)」としてマイケルの誕生日である8月29日に公開された。「プリズン・バージョン」と「ブラジル・バージョン」のシーンに加えて、当時世界各地に広がっていたBlack Lives Matterの抗議活動を織り交ぜた映像を作り上げた。
この3つのミュージック・ビデオは全てマイケル・ジャクソンの公式Youtubeチャンネルにアップロードされている。

## 備考
マイケルは生前『ナンバー・ワンズ』（2003年）、『マイケル・ジャクソン:アルティメット・コレクション』（2004年）、『エッセンシャル・マイケル・ジャクソン』（2005年）、『キング・オブ・ポップ』（2008年）とベスト盤を多く出していたが、日本盤ではいずれのベスト・アルバムにも収録されなかった。『エッセンシャル・マイケル・ジャクソン』に関しては、インターナショナル盤に収録されたものの、米国盤および日本盤には未収録となった。『キング・オブ・ポップ』に関しては、日本盤では収録されなかったが（投票結果：対象50曲中22位） イギリスなど他の国では収録されたものも多い。
2006年発売のボックス・セット『ヴィジョナリー』には収録されたが、これは日本盤の発売がなかった。『ヴィジョナリー』で再発売された際、スペインで2位、イギリスで26位を記録し再びチャートインした。その後『エッセンシャル・マイケル・ジャクソン3.0』のDISC3に収録された。
マイケルは2009年7月からロンドンで「This Is It」と題する復活コンサートを予定していたが、6月25日のマイケル自身の死去により実現できなかった。その2日前の23日に、ロサンゼルス市内のステイプルズ・センターで行われた彼の「最後のリハーサル映像」（7月2日にAEGライブより一部公開分、約1分40秒）に収録されていたのが、この“They Don't Care About Us”であった。これにより、10月28日公開の映画サウンドトラック盤『マイケル・ジャクソン THIS IS IT』への収録が実現した。

## トラック・リスト
日本盤 マキシ・シングル
1. ゼイ・ドント・ケア・アバウト・アス (シングル・ヴァージョン)
2. ゼイ・ドント・ケア・アバウト・アス (チャールズ・フル・ジョイント・ミックス)
3. ゼイ・ドント・ケア・アバウト・アス (ダラス・メイン・ミックス)
4. ゼイ・ドント・ケア・アバウト・アス (ラヴ・トゥ・インフィニティズ・ウォーク・イン・ザ・パーク・レディオ・ミックス)
5. ゼイ・ドント・ケア・アバウト・アス (ラヴ・トゥ・インフィニティズ・クラシック・パラダイス・レディオ・ミックス)
6. ゼイ・ドント・ケア・アバウト・アス (トラックマスターズ・レディオ・エディット)
7. ロック・ウィズ・ユー (フランキーズ・フェイヴァリット・クラブ・ミックス)
8. アース・ソング (ハニズ・クラブ・エクスペリエンス)

## クレジット
- マイケル・ジャクソン - リード・ヴォーカル、バックコーラス、パーカッション、キーボード、シンセサイザー、プロデューサー、シンセサイザー・プログラミング、ヴォーカル・アレンジメント、リズム・アレンジメント、ストリングス・アレンジメント
- ロサンゼルス子供合唱団 - バックコーラス
- トレヴァー・ラビン - ギター
- スラッシュ - ギター
- ブラッド・バクサー - パーカッション、キーボード、シンセサイザー、シンセサイザー・プログラミング
- チャック・ワイルド - キーボード、シンセサイザー、シンセサイザー・プログラミング
- ジェフ・ボヴァ、ジェイソン・マイルズ - キーボード、シンセサイザー
- ブルース・スウィーデン - レコーディング・エンジニア、ミキシング
- エディ・デ・レナ - アシスタント・レコーディング・エンジニア、ミキシング
- マット・フォーガー、ロブ・ホフマン - アシスタント・レコーディング・エンジニア
- アネット・サンダー - コラール・アレンジメント[7]
- オロドゥン - パーカッション演奏（ショートフィルムのブラジル・バージョン）

## チャート

### ウィークリー・チャート
| チャート (1996)                                         | 最高 順位 |
| ------------------------------------------------------- | --------- |
| オーストラリア (ARIA)                                   | 16        |
| オーストリア (Ö3 Austria Top 40)                        | 2         |
| ベルギー (Ultratop 50 Flanders)                         | 9         |
| ベルギー (Ultratop 50 Wallonia)                         | 3         |
| チェコ (ラディオ・トップ100オフィツィアルニ)            | 1         |
| デンマーク (トラックリステン)                           | 3         |
| ヨーロッパ (European Hot 100)                           | 2         |
| フィンランド (Suomen virallinen lista)                  | 6         |
| フランス (SNEP)                                         | 4         |
| ドイツ (GfK Entertainment charts)                       | 1         |
| ハンガリー (マハーズ)                                   | 1         |
| アイスランド (Íslenski Listinn Topp 40)                 | 20        |
| アイルランド (IRMA)                                     | 7         |
| イタリア (Musica e dischi)                              | 1         |
| オランダ (Dutch Top 40)                                 | 4         |
| オランダ (Single Top 100)                               | 4         |
| ニュージーランド (Recorded Music NZ)                    | 9         |
| ノルウェー (VG-lista)                                   | 6         |
| ポーランド (Music & Media)                              | 2         |
| スペイン (AFYVE)                                        | 11        |
| スウェーデン (Sverigetopplistan)                        | 3         |
| スウェーデン (Swedish Dance Chart)                      | 6         |
| スイス (Schweizer Hitparade)                            | 3         |
| UK シングルス (OCC)                                     | 4         |
| UK R&B (OCC)                                            | 2         |
| US Billboard Hot 100                                    | 30        |
| US Dance Club Songs (Billboard)                         | 27        |
| アメリカ Hot Dance Music/Maxi-Singles Sales (Billboard) | 4         |
| US Hot R&B/Hip-Hop Songs (Billboard)                    | 10        |
| US Rhythmic (Billboard)                                 | 27        |

| チャート (2006)           | 最高 順位 |
| ------------------------- | --------- |
| フランス (SNEP)           | 66        |
| アイルランド (IRMA)       | 21        |
| イタリア (FIMI)           | 9         |
| オランダ (Single Top 100) | 38        |
| スペイン (PROMUSICAE)     | 2         |
| イギリス (OCC)            | 26        |

| チャート (2009)                         | 最高 順位 |
| --------------------------------------- | --------- |
| オーストラリア (ARIA)                   | 18        |
| オーストリア (Ö3 Austria Top 40)        | 12        |
| デンマーク (Tracklisten)                | 9         |
| European Hot 100 Singles                | 19        |
| フィンランド (Suomen virallinen lista)  | 19        |
| ドイツ (Media Control Charts)           | 12        |
| Hot Canadian Digital Singles            | 49        |
| オランダ (Single Top 100)               | 24        |
| ニュージーランド (Recorded Music NZ)    | 15        |
| ノルウェー (VG-lista)                   | 10        |
| スウェーデン (Sverigetopplistan)        | 7         |
| スイス (Schweizer Hitparade)            | 4         |
| イギリス (OCC)                          | 28        |
| アメリカ / ビルボード Hot Digital Songs | 64        |

| チャート (2012) | 最高 順位 |
| --------------- | --------- |
| フランス (SNEP) | 149       |

| チャート (2024)                     | 最高 順位 |
| ----------------------------------- | --------- |
| ポーランド (Polish Airplay Top 100) | 58        |

### 年間チャート
| チャート (1996)                            | 順位 |
| ------------------------------------------ | ---- |
| オーストラリア (ARIA)                      | 71   |
| オーストリア (Ö3 Austria Top 40)           | 3    |
| ベルギー (Ultratop Flanders)               | 40   |
| ベルギー (Ultratop Wallonia)               | 21   |
| ドイツ (Official German Charts)            | 7    |
| オランダ (Dutch Top 40)                    | 26   |
| オランダ (Single Top 100)                  | 44   |
| スウェーデン (Sverigetopplistan)           | 14   |
| スウェーデン (Swedish Dance Chart)         | 22   |
| スイス (Schweizer Hitparade)               | 8    |
| イギリス (OCC)                             | 52   |
| アメリカ Hot R&B/Hip-Hop Songs (Billboard) | 83   |

## 認定
| 国/地域                                                                                  | 認定     | 認定/売上数 |
| ---------------------------------------------------------------------------------------- | -------- | ----------- |
| オーストラリア (ARIA)                                                                    | Gold     | 35,000^     |
| オーストリア (IFPI Austria)                                                              | Gold     | 25,000*     |
| ベルギー (BEA)                                                                           | Gold     | 25,000*     |
| カナダ (Music Canada)                                                                    | Platinum | 80,000      |
| デンマーク (IFPI Danmark)                                                                | Platinum | 90,000      |
| フランス (SNEP)                                                                          | Silver   | 125,000*    |
| ドイツ (BVMI)                                                                            | 3× Gold  | 750,000^    |
| ノルウェー (IFPI Norway)                                                                 | Gold     |             |
| スイス (IFPI Switzerland)                                                                | Gold     | 25,000^     |
| イギリス (BPI)                                                                           | Platinum | 600,000     |
| アメリカ合衆国 (RIAA)                                                                    | Gold     | 500,000     |
| * 認定のみに基づく売上数 · ^ 認定のみに基づく出荷枚数 · 認定のみに基づく売上数と再生回数 |          |             |